# Bryomima dilutior
Bryomima dilutior là một loài bướm đêm trong họ Noctuidae.